# Sander Berge
Sander Bolin Berge (Asker község, 1998. február 14. –) norvég válogatott labdarúgó, a Fulham játékosa.

## Pályafutása

### Klubcsapatban
Az Asker saját nevelésű játékosa és náluk mutatkozott be a norvég harmadosztályban. 2015-ben igazolt a Vålerenga együtteséhez, amely az élvonalban szerepelt. Július 11-én mutatkozott be a Sandefjord ellen 2–0-ra megnyert bajnoki találkozón. Augusztus 16-án a Rosenborg ellen kezdőként végig a pályán volt. 2017. január 2-án négy éves szerződést írt alá a belga Genk csapatával. Január 21-én az Eupen ellen debütált a bajnokságban. 2020. január 30-án a Sheffield United-hez igazolt, négy és fél éves szerződést írt alá új csapatával. 2024. augusztus 22-én öt évre szóló szerződést írt alá a Fulham csapatával.

### A válogatottban
2017. március 26-án mutatkozott be a norvég labdarúgó-válogatottban az északír labdarúgó-válogatott ellen a 2018-as labdarúgó-világbajnokság-selejtező mérkőzésén, a 75. percben váltotta Stefan Johansent.

## Statisztika

### Klubcsapatokban
2023. május 8. szerint.
| Szezon           | Klub     | Osztály        | Bajnokság | Bajnokság | Kupa  | Kupa  | Nemzetközi | Nemzetközi | Összesen | Összesen |
| Szezon           | Klub     | Osztály        | Meccs     | Gólok     | Meccs | Gólok | Meccs      | Gólok      | Meccs    | Gólok    |
| ---------------- | -------- | -------------- | --------- | --------- | ----- | ----- | ---------- | ---------- | -------- | -------- |
| Asker            | 2013     | 2. divisjon    | 1         | 0         | –     | –     | —          | —          | 1        | 0        |
| Asker            | 2014     | 2. divisjon    | 7         | 0         | 1     | 0     | —          | —          | 8        | 0        |
| Asker            | Összesen | Összesen       | 8         | 0         | 1     | 0     | 0          | 0          | 9        | 0        |
| Vålerenga        | 2015     | Tippeligaen    | 11        | 0         | 2     | 1     | —          | —          | 13       | 1        |
| Vålerenga        | 2016     | Tippeligaen    | 25        | 0         | 5     | 0     | —          | —          | 30       | 0        |
| Vålerenga        | Összesen | Összesen       | 36        | 0         | 7     | 1     | 0          | 0          | 43       | 1        |
| Genk             | 2016–17  | Jupiler League | 19        | 0         | 2     | 0     | 6          | 0          | 27       | 0        |
| Genk             | 2017–18  | Jupiler League | 14        | 0         | 1     | 0     | —          | —          | 15       | 0        |
| Genk             | 2018–19  | Jupiler League | 28        | 0         | 2     | 0     | 10         | 2          | 40       | 2        |
| Genk             | 2019–20  | Jupiler League | 23        | 4         | 2     | 0     | 6          | 0          | 31       | 4        |
| Genk             | Összesen | Összesen       | 84        | 4         | 7     | 0     | 22         | 2          | 113      | 6        |
| Sheffield United | 2019–20  | Premier League | 14        | 1         | 2     | 0     | —          | —          | 16       | 1        |
| Sheffield United | 2020–21  | Premier League | 15        | 1         | 1     | 0     | —          | —          | 16       | 1        |
| Sheffield United | 2021–22  | Championship   | 33        | 6         | 1     | 0     | —          | —          | 34       | 6        |
| Sheffield United | 2022–23  | Championship   | 37        | 6         | 6     | 1     | —          | —          | 43       | 7        |
| Sheffield United | Összesen | Összesen       | 99        | 14        | 10    | 1     | 0          | 0          | 109      | 15       |
| Összesen         | Összesen | Összesen       | 227       | 18        | 25    | 2     | 22         | 2          | 274      | 22       |

### Válogatott
| Válogatott | Szezon   | Mérkőzés | Gól |
| ---------- | -------- | -------- | --- |
| Norvégia   | 2017     | 7        | 0   |
| Norvégia   | 2018     | 5        | 0   |
| Norvégia   | 2019     | 8        | 1   |
| Norvégia   | 2020     | 4        | 0   |
| Norvégia   | 2022     | 8        | 0   |
| Norvégia   | 2023     | 4        | 0   |
| Összesen   | Összesen | 36       | 1   |

### Góljai a válogatottban
| # | Dátum               | Helyszín                         | Ellenfél | Gól | Végeredmény | Verseny              |
| - | ------------------- | -------------------------------- | -------- | --- | ----------- | -------------------- |
| 1 | 2019. szeptember 5. | Ullevaal Stadion, Oslo, Norvégia | Málta    | 1–0 | 2–0         | 2020-as EB-selejtező |

## Sikerei, díjai
- KRC Genk
  - Belga bajnok: 2018–19
  - Belga szuperkupa: 2019